# ISO 3166-2:ES
Die Liste der ISO-3166-2-Codes für  Spanien enthält die Codes für die 17 spanischen autonomen Gemeinschaften (comunidades autónomas), 50 Provinzen (provincias) und zwei spanischen Exklaven in Nordafrika (ciudades autónomas en el Norte de
África).

Die Codes bestehen aus zwei Teilen, die durch einen Bindestrich voneinander getrennt sind. Der erste Teil gibt den Landescode gemäß ISO 3166-1 (für  Spanien ES), der zweite den Code für die autonome Gemeinschaft, Provinz oder Stadt wieder.
Die aktuellen Codes stehen auf der Seite der ISO unter #iso:code:3166:ES zur Verfügung.

Die Codes wurden von der ISO insgesamt viermal aktualisiert bzw. überarbeitet (2000, zweimal 2002 und 2010). Im ersten Newsletter (ISO 3166-2:2000-06-21) vom 21. Juni 2000 wurden ein Schreibfehler behoben (Santa Cruz de Tenerife) und bei zwei Provinzen (Girona und Lleida) die alternative Schreibweise der regionalen Amtssprache hinzugefügt.
In der vierten ISO 3166-2-Bekanntmachung (ISO 3166-2:2002-12-10) vom 10. Dezember 2002 wurde ein Fehler bei der Zuordnung der Provinz Balearen (Baleares) zur Autonomen Gemeinschaft Balearische Inseln korrigiert.
Im Newsletter II-1 (ISO 3166-2:2010-02-03) vom 3. Februar 2010 erhielten alle autonomen Gemeinschaften, die aus nur einer Provinz bestehen, einen von der Provinz verschiedenen Code. Außerdem wurden die spanischen Toponyme der Objekte in den Autonomen Gemeinschaften Galicien, Katalonien und Balearische Inseln durch galicische und katalanische ersetzt, weil allein diese offiziell seien.

## Kodierliste

### Autonome Gemeinschaften

Die autonomen Gemeinschaften Spaniens

| Name spanisch • deutsch • in weiterer Amtssprache                    | Code  |
| -------------------------------------------------------------------- | ----- |
| Andalucía • Andalusien                                               | ES-AN |
| Aragón • Aragonien • Aragón f                                        | ES-AR |
| Principado de Asturias • Asturien • Principáu d’Asturies a           | ES-AS |
| Illes Balears • Balearische Inseln • Illes Balears k                 | ES-IB |
| País Vasco • Baskenland • Euskadi b                                  | ES-PV |
| Extremadura                                                          | ES-EX |
| Galicia • Galicien • Galiza g                                        | ES-GA |
| Canarias • Kanaren                                                   | ES-CN |
| Cantabria • Kantabrien                                               | ES-CB |
| Castilla y León • Kastilien und León                                 | ES-CL |
| Castilla-La Mancha • Kastilien-La Mancha                             | ES-CM |
| Cataluña • Katalonien • Catalunya k                                  | ES-CT |
| La Rioja                                                             | ES-RI |
| Comunidad de Madrid • Madrid                                         | ES-MD |
| Región de Murcia • Murcia                                            | ES-MC |
| Comunidad Foral de Navarra • Navarra • Nafarroako Foru Komunitatea b | ES-NC |
| Comunidad Valenciana • Valencia • Comunitat Valenciana v             | ES-VC |

```
a
 
Asturisch
, 
b
 
Baskisch
, 
f
 
Aragonesisch
, 
g
 
Galicisch
, 
i
 
Leonesisch
, 
k
 
Katalanisch
, 
o
 
Aranesisch
 (Okzitanisch), 
v
 
Valencianisch
 *
```

### Provinzen
AG = Autonome Gemeinschaft
| Name spanisch • deutsch • in weiterer Amtssprache | AG | Code  |
| ------------------------------------------------- | -- | ----- |
| La Coruña • A Coruña g                            | GA | ES-C  |
| Álava • Araba b                                   | PV | ES-VI |
| Albacete                                          | CM | ES-AB |
| Alicante • Alacant v                              | VC | ES-A  |
| Almería                                           | AN | ES-AL |
| Asturias 1 • Asturien • Asturies a                | AS | ES-O  |
| Ávila                                             | CL | ES-AV |
| Badajoz                                           | EX | ES-BA |
| Islas Baleares 1 • Balearen • Illes Balears k     | IB | ES-PM |
| Barcelona                                         | CT | ES-B  |
| Burgos                                            | CL | ES-BU |
| Cáceres                                           | EX | ES-CC |
| Cádiz                                             | AN | ES-CA |
| Castellón • Castelló v                            | VC | ES-CS |
| Ciudad Real                                       | CM | ES-CR |
| Córdoba                                           | AN | ES-CO |
| Cuenca                                            | CM | ES-CU |
| Gerona • Girona k                                 | CT | ES-GI |
| Granada                                           | AN | ES-GR |
| Guadalajara                                       | CM | ES-GU |
| Guipúzcoa • Guipúzcoa b                           | PV | ES-SS |
| Huelva                                            | AN | ES-H  |
| Huesca • Uesca a • Osca k                         | AR | ES-HU |
| Jaén                                              | AN | ES-J  |
| Cantabria 1 • Kantabrien                          | CB | ES-S  |
| La Rioja 1                                        | RI | ES-LO |
| Las Palmas                                        | CN | ES-GC |
| León • Llion i                                    | CL | ES-LE |
| Lérida • Lleida k • Lhèida o                      | CT | ES-L  |
| Lugo                                              | GA | ES-LU |
| Madrid 1                                          | MD | ES-M  |
| Málaga                                            | AN | ES-MA |
| Murcia 1                                          | MC | ES-MU |
| Navarra 1 • Nafarroa                              | NC | ES-NA |
| Orense • Ourense                                  | GA | ES-OR |
| Palencia                                          | CL | ES-P  |
| Pontevedra                                        | GA | ES-PO |
| Salamanca                                         | CL | ES-SA |
| Santa Cruz de Tenerife                            | CN | ES-TF |
| Saragossa • Zaragoza f                            | AR | ES-Z  |
| Segovia                                           | CL | ES-SG |
| Sevilla                                           | AN | ES-SE |
| Soria                                             | CL | ES-SO |
| Tarragona                                         | CT | ES-T  |
| Teruel                                            | AR | ES-TE |
| Toledo                                            | CM | ES-TO |
| Valencia • València v                             | VC | ES-V  |
| Valladolid                                        | CL | ES-VA |
| Vizcaya • Bizkaia b                               | PV | ES-BI |
| Zamora                                            | CL | ES-ZA |

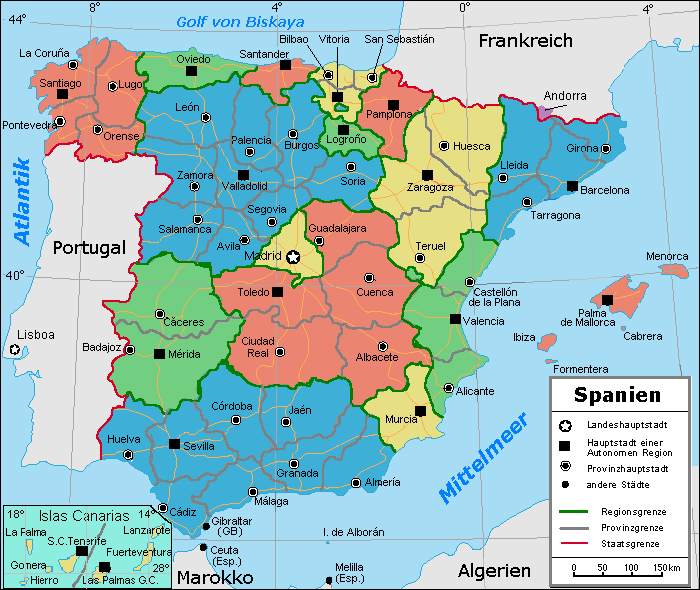
Die spanischen Provinzen (in spanischer Sprache)

1 Diese Provinzen entsprechen den gleichnamigen Autonomen Gemeinschaften.

### Autonome Städte
Die beiden autonomen Städte haben eine ähnliche Stellung wie die autonomen Gemeinschaften. Es handelt sich um unechte Exklaven an der Nordküste des afrikanischen Kontinents, auf der Landseite umgeben von marokkanischem Staatsgebiet.
| Name    | Code  |
| ------- | ----- |
| Ceuta   | ES-CE |
| Melilla | ES-ML |